# 혈전색전증

정맥에 폐쇄성 혈전이 형성되는 모습을 보여주는 애니메이션이다. 여러 개의 혈소판이 판막 입구에 부착되어 입구가 좁아지고 더 많은 혈소판과 적혈구가 모여서 응고된다. 막힌 부분의 양쪽에 움직이지 않는 혈액이 응고되면 혈전이 양방향으로 퍼질 수 있다. 혈관 형성 장소(혈관 벽)에서 분리되어 순환 혈액으로 들어간 혈전에 의한 혈관의 급성 폐색(색전증)이다. 이러한 막힘으로 인해 혈관의 혈류가 중단되는데, 이를 혈전색전증이라고 한다.

혈전색전증(thromboembolism)은 혈전이 원래 위치에서 떨어져 나와 혈류를 통해(색전으로서) 이동하여 혈관을 막아 조직 허혈과 장기 손상을 일으키는 질환이다. 혈전색전증은 다양한 임상 증상과 관리 전략으로 정맥계와 동맥계 모두에 영향을 미칠 수 있다.

## 같이 보기
- 혈전(thrombus)
- 색전(embolus)
- 혈전증(thrombosis)
- 색전증(embolism)